# Marvin Vanluchene
Marvin Vanluchene (Tielt, 26 december 1995) is een Belgisch motorcrosser.

## Levensloop
Vanluchene werd Belgisch kampioen zijspancross in 2018 en 2019. Daarnaast werd hij wereldkampioen in 2018, met als bakkenist Ben van den Bogaart, in 2023 met Franse bakkenist Nicolas Musset en in 2024 met bakkenist Glenn Janssens. Hij eindigde tweede in de WK-eindstand in 2019 en 2021 met respectievelijk Ben van den Bogaart en Robbie Bax als bakkenisten. 
In 2018 werd hij tevens verkozen tot Belgisch motosportman van het jaar.
Hij is de zoon van Ben Vanluchene, eveneens voormalig Belgisch kampioen motorcross.

## Palmares
- Wereldkampioenschap: 2024
- Wereldkampioenschap: 2023
- Wereldkampioenschap: 2018
- Wereldkampioenschap: 2019 en 2021
- Wereldkampioenschap: 2022
- Belgisch kampioenschap: 2018 en 2019
- Belgisch kampioenschap: 2015